# Slup (Tschechien)

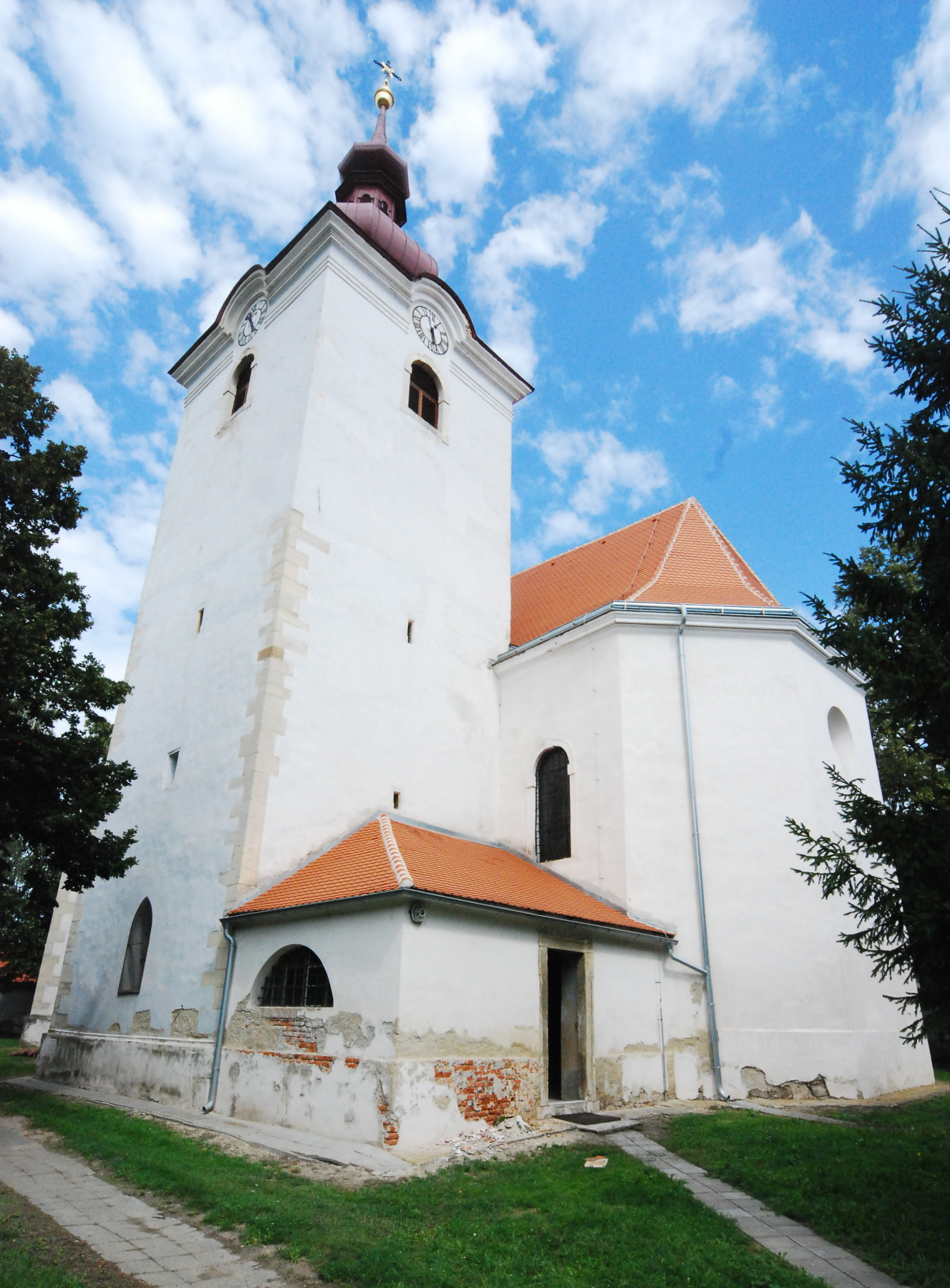
Kirche Maria Namen

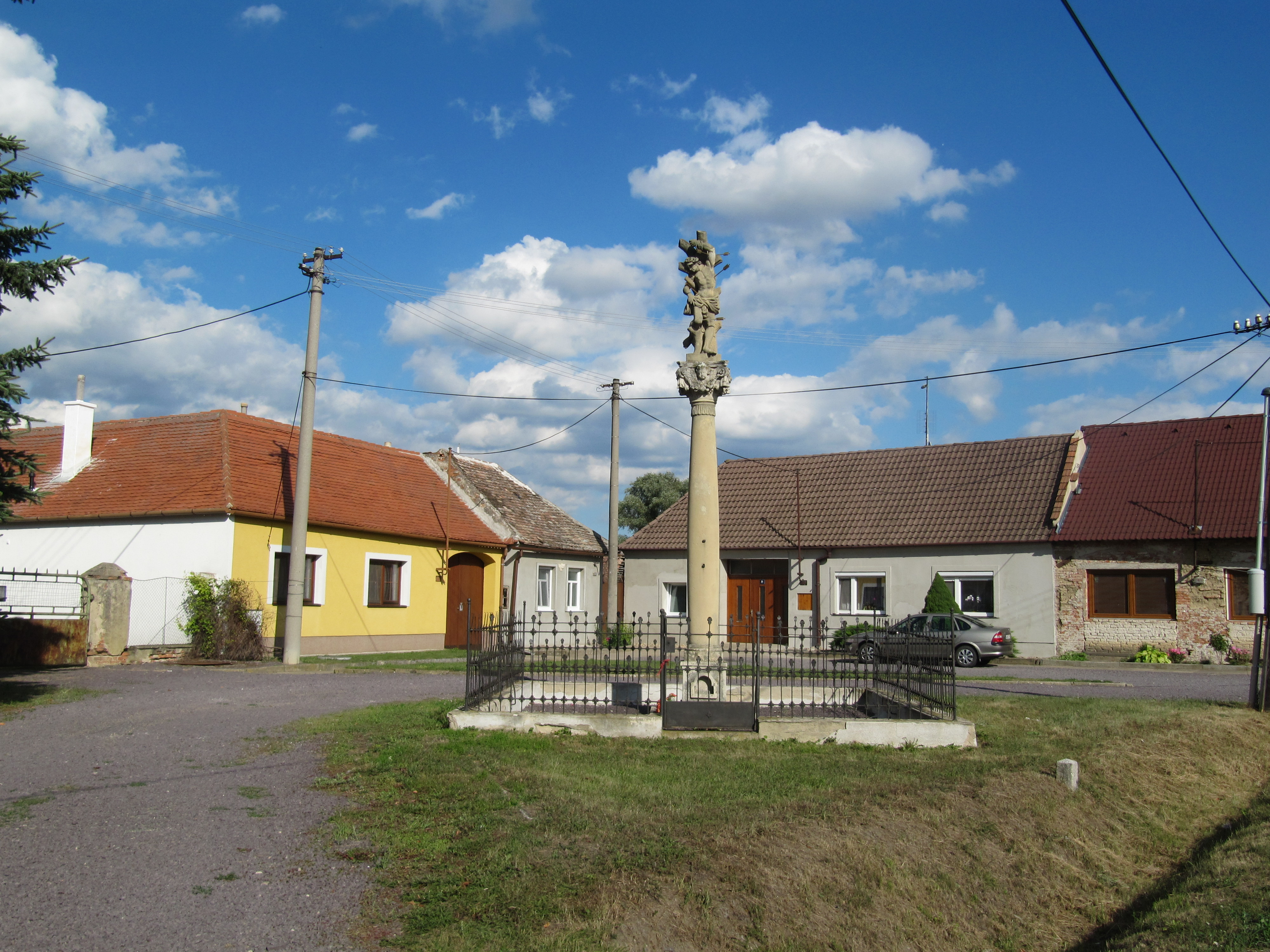
Säule des hl. Sebastian

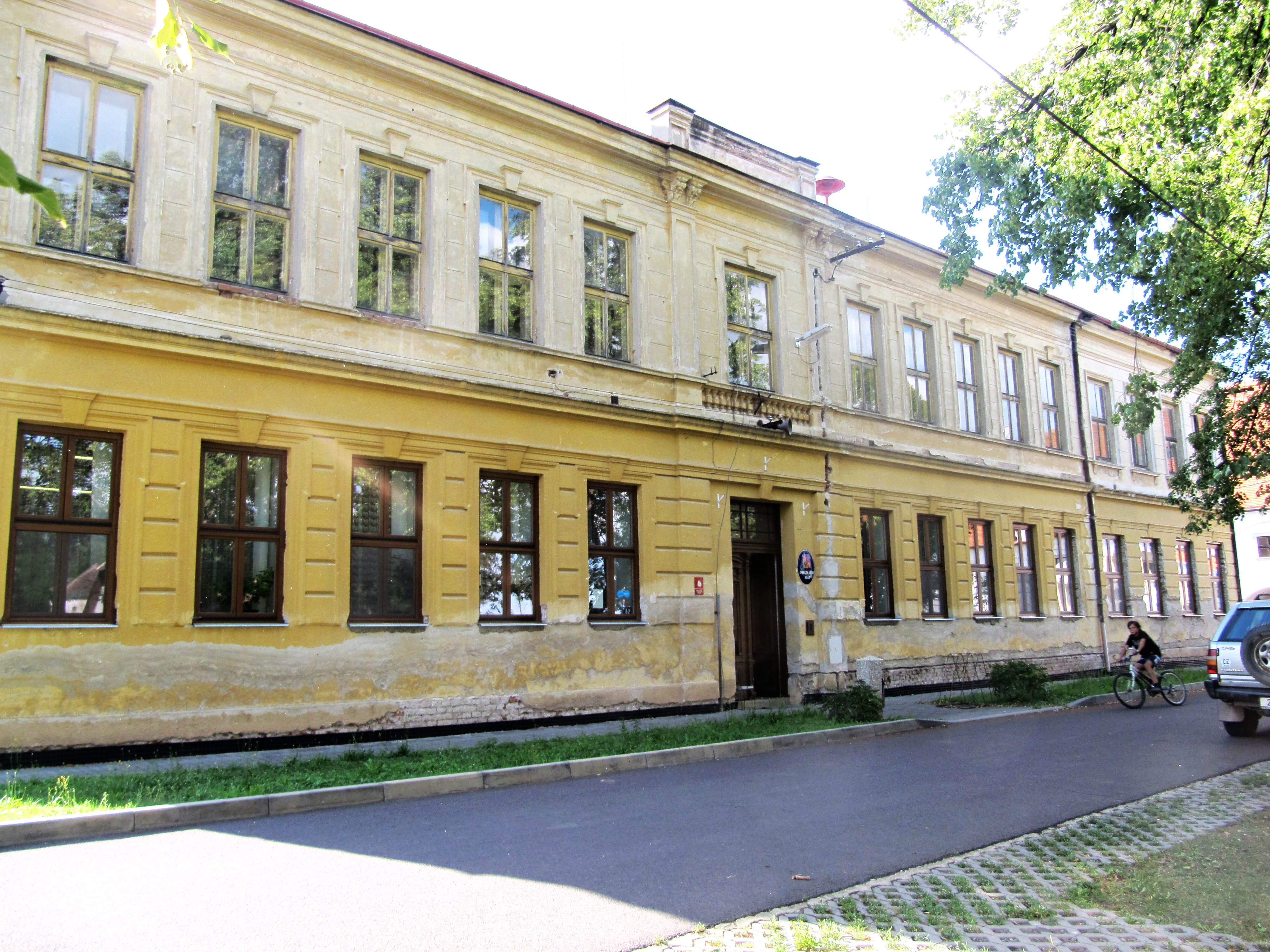
Gemeindeamt

Slup, bis 1949 Čule, (deutsch Zulb) ist eine tschechische Gemeinde im Jihomoravský kraj (Südmähren). Slup liegt etwa 15 km südöstlich der Kreisstadt Znojmo (Znaim) und etwa 5 km von der Grenze zu Österreich entfernt. Der Ort selbst ist als ein Längsangerdorf angelegt.

## Geographie
Slup befindet sich rechtsseitig des Thayamühlbaches in der Jaroslavicka pahorkatina (Joslowitzer Hügelland): südlich des Dorfes fließt der Daníž.
Die Nachbarorte sind im Nordosten Valtrovice (Waltrowitz), im Osten Křídlůvky (Klein Grillowitz), im Südosten Jaroslavice (Joslowitz) und im Nordwesten Strachotice (Rausenbruck).

## Geschichte
Die Anlage des Ortes und die „ui“- Mundart (bairisch-österreichisch) mit ihren speziellen Bairischen Kennwörtern weisen auf eine Besiedlung durch bayrische deutsche Stämme hin, wie sie vor allem im 12/13. Jahrhundert erfolgte. Die erste urkundliche Erwähnung der Ortschaft findet sich in einer Urkunde König Ottokars I. vom 7. November 1228. Eine vorher (1052) datierte Erwähnung stellte sich als Fälschung aus dem 12. Jahrhundert heraus. Der Ort stand im 14. Jahrhundert unter der Herrschaft des Nonnenstifts Oslawan. Im Jahre 1509 wurde der Ort von König Wladislaw an   Wilhelm von Pernstein verpfändet. Ab 1548 gehörte der Ort samt Meierhof zur Herrschaft Joslowitz. Zwar wurde Zulb schon 1516 als Markt bezeichnet, doch erfolgte die Markterhebung erst 1860. Zur Zeit der Reformation war der Ort von 1560 bis 1609 evangelisch. Nach der Niederschlagung des Ständeaufstandes in Böhmen, welcher den Dreißigjährigen Krieg auslöste, wurde die Besitzungen der aufständischen Adligen vom Kaiser konfisziert und an andere Adlige verkauft. So kam Zulb unter die Herrschaft von Kardinal Dietrichstein, welcher die Gegenreformation einleitete und somit den Ort wieder zum katholischen Glauben zurückführte. Matriken werden seit 1650 geführt. Im Jahre 1735 wurde der erste Lehrer im Ort genannt. In die Volksschule gingen auch die Kinder der Nachbarortschaften Mitzmanns und Klein Olkowitz. Im Jahre 1829 wurde die Schule ausgebaut und aufgrund der Nachfrage wurde eine vierklassige Schule 1889 neu gebaut. 1867 lösten sich Klein Olkowitz und Waltrowitz von Zulb los und bildeten eigene Gemeinden.
Die Mühle des Ortes, ein über 400 Jahre altes Bauwerk im Stil der Renaissance und mit vier Wasserrädern die größte Mühle in ganz Mähren, beherbergt heute das südmährische Mühlenmuseum.
Die letzte Wallfahrt nach Mariazell fand 1907 statt. Der größte Teil der Einwohner lebte von der Landwirtschaft, wobei der in Südmähren seit Jahrhunderten gepflegte Weinbau eine besondere Rolle einnahm. Auch die Jagd war mit jährlich 800 geschossenen Hasen einträglich. Neben der Landwirtschaft gab es auch das übliche Kleingewerbe.
Nach dem Ersten Weltkrieg kam der zuvor zu Österreich-Ungarn gehörende Ort, der 1910 ausschließlich von Deutschmährern bewohnt wurde, durch den Vertrag von Saint-Germain zur Tschechoslowakei. In der Zwischenkriegszeit führten die hohe Arbeitslosigkeit unter der deutschen Bevölkerung, Maßnahmen wie die Bodenreform 1919, die Sprachenverordnung 1926, Neuansiedlungen sowie Neubesetzungen von Beamtenposten durch Personen tschechischer Nationalität, zu vermehrten Spannungen im ganzen Lande. Durch das Münchner Abkommen wurde Zulb mit 1. Oktober 1938 ein Teil des deutschen Reichsgaus Niederdonau. Von 1939 bis 1945 war Klein Olkowitz nach Zulb eingemeindet.
Nach dem Ende des Zweiten Weltkrieges, welcher 101 Gefallene und Vermisste forderte, kam am 8. Mai 1945 die Gemeinde wieder zur Tschechoslowakei zurück. Bei den einsetzenden Schikanen und Folterungen durch tschechische Milizen kam ein Mann zu Tode. Viele Deutschsüdmährer flohen, andere wurden, vor allem am 8. August 1945, über die Grenze nach Österreich vertrieben. Zwischen dem März und dem Oktober 1946 wurden 52 Zulber nach Westdeutschland ausgesiedelt. 26 Personen verblieben im Ort, der wieder neu besiedelt wurde. Die in Österreich befindlichen Zulber wurden entsprechend den im Potsdamer Kommuniqués genannten „Transfer“-Zielen bis auf ca. 190 Personen nach Deutschland abgeschoben. Acht Personen wanderten in andere Länder aus. Im Jahre 1949 wurde die Gemeinde Čule in Slup und der Ortsteil Knast (Gnast) in Hnízdo umbenannt. Hnízdo wurde später nach Vrbovec umgemeindet. 1960 erfolgte die erneute Eingemeindung von Oleksovičky.
Nach dem Krieg wurde durch Spenden der Vertriebenen eine Ehrentafel für die Gefallenen des Ersten und Zweiten Weltkrieges errichtet und das Grab des Dekans Franz Windisch (Gruft der Familie Holly aus dem Jahre 1810) sowie die Statuen des hl. Sebastian und des hl. Nepomuk am Zulber Friedhof renoviert.

## Wappen und Siegel
Im Jahre 1649 entstand das erste Siegel des Ortes. Es enthält ein Schildchen, das einen Hügel mit drei herauswachsenden Lilien zeigt. Seitlich der Blüten sind Rosetten erkennbar, so dass der Gesamteindruck eines Blumenstraußes entsteht. Nach der Markterhebung im Jahre 1860 wurde das Siegel bis 1892 weitergeführt. Um 1937 führte Zulb einen bildlosen Gemeindestempel.

## Bevölkerungsentwicklung
| Volkszählung | Einwohner gesamt | Volkszugehörigkeit der Einwohner | Volkszugehörigkeit der Einwohner | Volkszugehörigkeit der Einwohner |
| Jahr         | Einwohner gesamt | Deutsche                         | Tschechen                        | Andere                           |
| ------------ | ---------------- | -------------------------------- | -------------------------------- | -------------------------------- |
| 1880         | 1216             | 1216                             | 0                                | 0                                |
| 1890         | 1303             | 1303                             | 0                                | 0                                |
| 1900         | 1330             | 1330                             | 0                                | 0                                |
| 1910         | 1382             | 1379                             | 0                                | 3                                |
| 1921         | 1380             | 1285                             | 69                               | 26                               |
| 1930         | 1367             | 1277                             | 73                               | 17                               |
| 1950         | 577              | x                                | x                                | x                                |
| 1980         | 534              | x                                | x                                | x                                |
| 1998         | 386              | x                                | x                                | x                                |
| 2002         | 429              | 0                                | 390                              | 39                               |
| 2014         | 473              | x                                | x                                | x                                |

## Gemeindegliederung
Die Gemeinde Slup besteht aus den Ortsteilen und Katastralbezirken Oleksovičky (Klein Olkowitz) und Slup (Zulb).

## Sehenswürdigkeiten
- Pfarrkirche Maria Namen (1228), Taufstein aus dem Anfang des 16. Jahrhunderts, renoviert im Jahre 1845, Neugotischer Hochaltar von 1867 mit 7 Statuen, Kapelle des Hl. Sebastian (17. Jahrhundert)
- Statue des hl. Sebastian (1860), renoviert im Jahre 1832 und 1913 wegen Blitzschlag neu errichtet
- Bildstock des hl. Nepomuk (1. Hälfte des 18. Jahrhunderts)
- Bildstöcke (hl. Sebastian (1860) und hl. Nepomuk)[18]
- Wassermühle (16. Jahrhundert), heute Außenstelle des Technischen Museums in Brünn

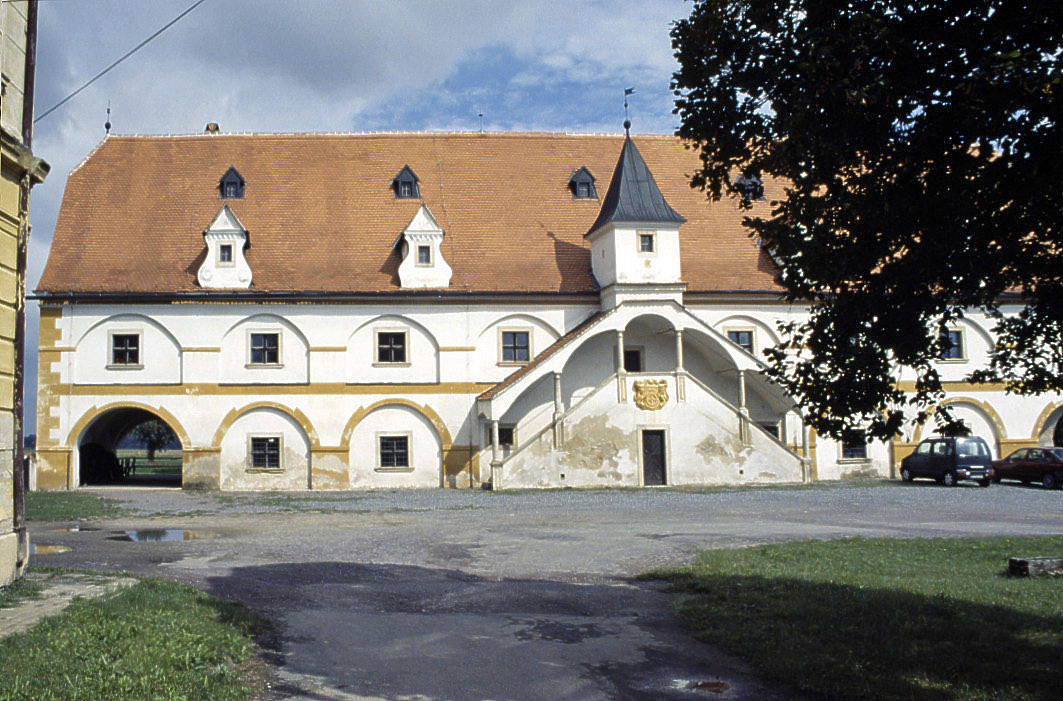
Frontansicht
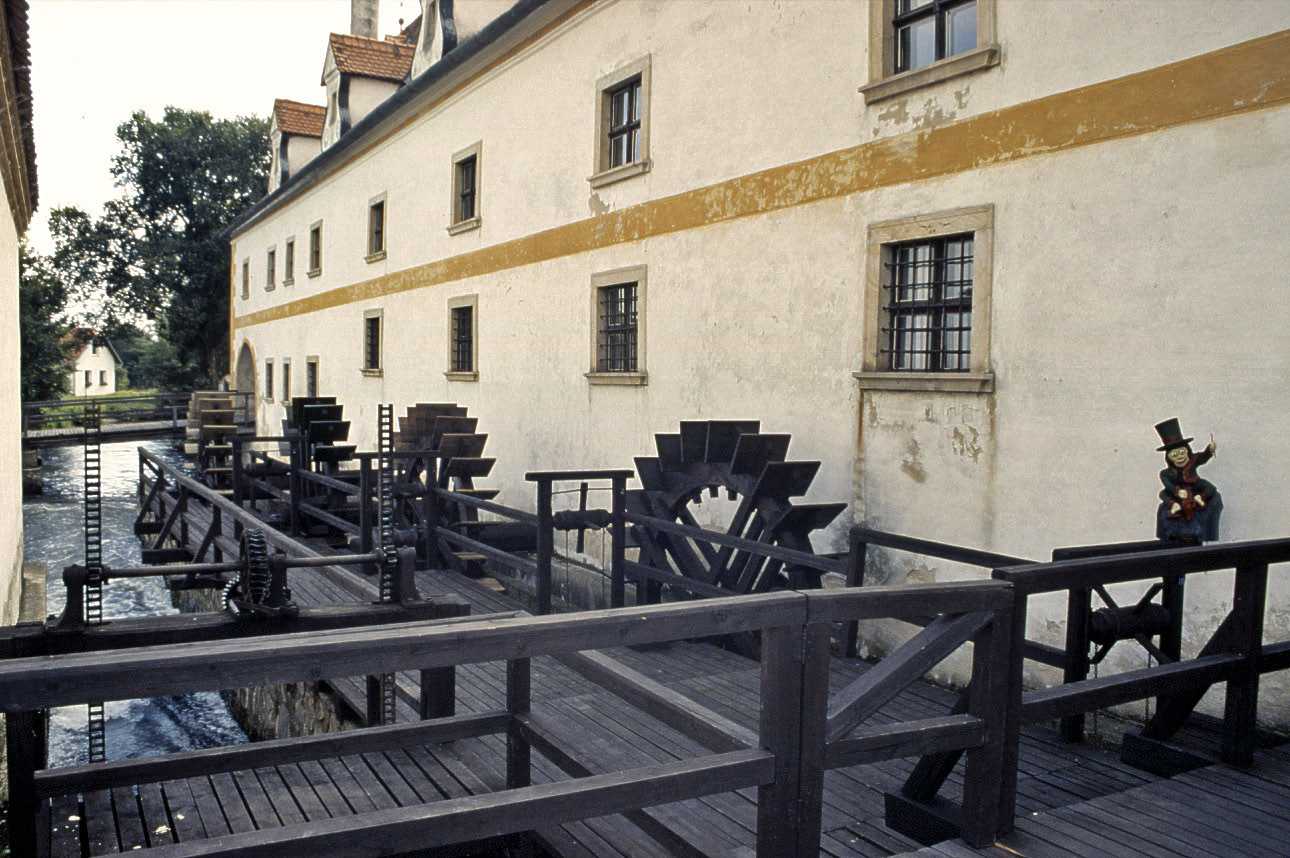
Mühlräder

## Brauchtum
Reiches Brauchtum sowie zahlreiche Märchen und Sagen bereicherten das Leben der 1945/46 vertriebenen deutschen Ortsbewohner:
- Neben dem Kirtag am 2. Sonntag im September ist der „Kreuzmontag“, der ehemalige Jahrmarkt- und Wallfahrtstag, das zweite große Ereignis im Ort. Die Kaufleute stellen dann ihre Buden auf und am Sonntag wird das Hochamt gefeiert.
- Mitte Mai war die große Prozession während der Bitttage von der Kirche zum Hl. Sebastian (1. Andacht), zu Steinerkreuz mit Dreifaltigkeitsstatue (2. Andacht), Richtung Geißberge zum Wuchtykreuz (3. Andacht), zurück zur Malter an der Hauptstraße (4. Andacht), zum Glockenhaus in Klein-Olkowitz (5. Andacht), über den Kirchweg und die Lukabruck zum Hl. Nepomuk (6. Andacht), Schlussandacht in der Kirche in Zulb.
- Jährlich gab es eine Wallfahrt zu Christi Himmelfahrt zur Wallfahrtskirche Maria Dreieichen bei Horn. Die letzte Wallfahrt fand im Jahre 1943 statt.

Die Sagen von
- der Wallfahrtskirche „Maria unter den Weiden“
- dem vergrabenen Wandlungsglöcklein
- dem Gehenkten, der seine gestohlene Lunge zurückwollte
- den Glasstoana
- dem Kreuzlein am Armensünderweg[19]